# 直接選挙

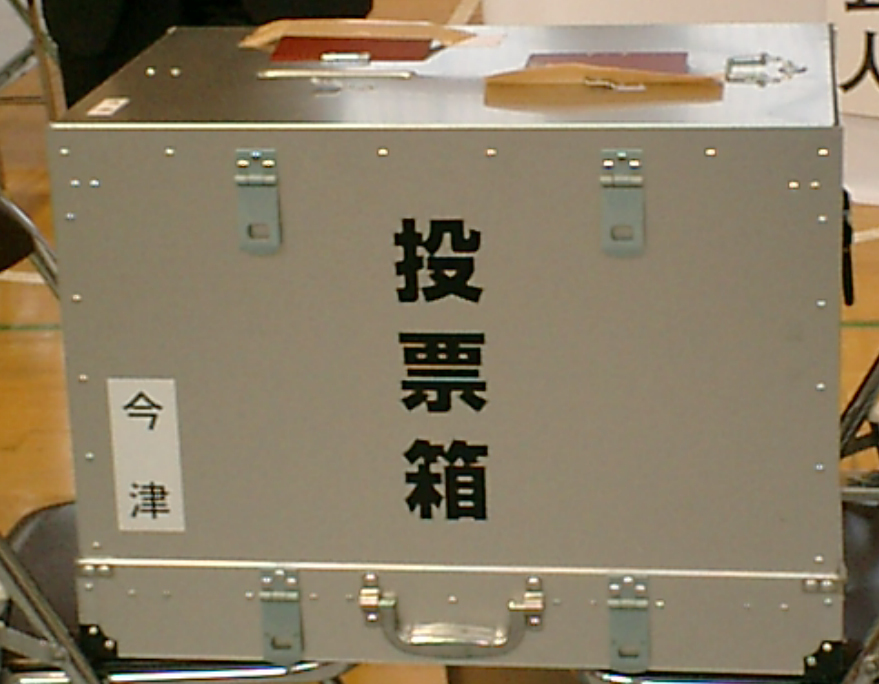
直接選挙とは一般国民による票決を行うものである

直接選挙（ちょくせつせんきょ、英: Direct Election）とは、事前に定められた選挙制度に基づき、有権者の投票行動が直接的に反映される選挙の総称である。間接選挙に対比される。

## 概要
中間に選挙人などを通さない制度は、全て直接選挙に分類される。有権者の意見がそのまま候補者へと反映され、一時の感性を生かすことができる利点がある。

## 直接選挙の例
- フランス大統領選挙
- 大韓民国大統領選挙（1988年以降）
- 中華民国総統選挙（1996年以降）
- 日本の都道府県知事選挙
- 日本の市町村長選挙